# Contea di Xiuwu
La contea di Xiuwu (修武县S, Xiūwǔ XiànP) è una contea della Cina, situata nella provincia di Henan e amministrata dalla prefettura di Jiaozuo.